# Quinetia urvillei
Quinetia urvillei là một loài thực vật có hoa trong họ Cúc. Loài này được Cass. miêu tả khoa học đầu tiên năm 1829.